# Eileen Brennan

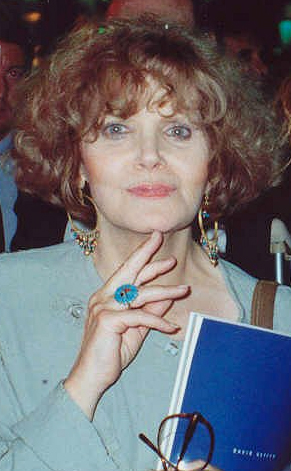
Eileen Brennan, 1990.

Verla Eileen Regina Brennan, född 3 september 1932 i Los Angeles, Kalifornien, död 28 juli 2013 i Burbank, Kalifornien, var en amerikansk skådespelare.

## Biografi

### Uppväxt
Brennan föddes som Verla Eileen Brennen i Los Angeles 1932, som dotter till stumfilmsskådespelaren Regina "Jeanne" Menehan och läkaren John Gerald Brennen. Hon var av irländsk härkomst och uppfostrades som katolik.

### Karriär
Brennan har medverkat i pjäser med the Mask and Bauble Society vid Georgetown University i Washington, D.C., där hon var anställd. Hon spelade där i Arsenik och gamla spetsar. Hennes exceptionella komiska färdigheter och romantiska sopranröst tog henne från det okända till att medverka i titelrollen av Rick Besoyans Broadway-opera  Little Mary Sunshine (1959). Den gav Brennan en Obie Award liksom dess inofficiella uppföljare Student Gypsy (1963). Hon fortsatte med att gestalta Irene Malloy i Broadway-produktionen av Hello, Dolly! (1964) Hennes långfilmsdebut var i Divorce American Style (1967). Hon blev snart en av de större birollsskådespelerskor inom film och TV. Hennes roller var ofta sympatiska karaktärer, men hon spelade också andra typer av karaktärer, inklusive jordnära, vulgära och kaxiga, men ofta "med ett hjärta av guld". Ett år efter Brennans långfilmsdebut fick hon erbjudande om en återkommande roll i komedivarietén Rowan & Martin's Laugh-In. Där deltog hon emellertid bara under två månader.
Brennan fick utmärkta recensioner som bordellfrun "Billie" i George Roy Hills Oscarbelönade film från 1973 Blåsningen, med Paul Newman. Även om hennes namn inte var så välkänt bland biopubliken, blev hon något av en favorit hos många regissörer, särskilt Peter Bogdanovich. Hon medverkade i Bogdanovichs klassiker från 1971 Den sista föreställningen, för vilken hon fick en BAFTA-nominering för bästa kvinnliga biroll, och även i hans filmatisering av Henry James roman Daisy Miller. Bogdanovich var den enda regissören som använde sig av hennes musikaliska talanger, som kommit till uttryck i föreställningar off-Broadway, när han gav henne rollen som Cybill Shepherds råa, lättroade piga i hans musikal-flopp Leve kärleken!.
Brennan har också arbetat med regissören Robert Moore och författaren Neil Simon. Hon medverkade i Släpp deckarna loss, det är mord som Tess Skeffington (1976), och Snacka om deckare, alltså! (1978). I båda dessa filmer medverkade också James Coco, James Cromwell och Peter Falk i. Hon hade också en huvudroll när hon spelade DJ "Mutha" i filmen FM - din radiostation (1978), en drama-komedi om livet på en rockmusikradiostation.
År 1980 fick Brennan en Oscarsnominering för bästa kvinnliga biroll, för sin roll som Goldie Hawns otäcka befälhavare i Tjejen som gjorde lumpen. Hon repriserade rollen i TV-serien med samma namn (1981-1983), för vilken hon vann en Emmy för bästa kvinnliga biroll samt en Golden Globe för bästa kvinnliga huvudroll. Brennan fick senare i sin karriär ytterligare en Golden Globe-nominering och sex Emmy-nomineringar.
Efter att ha ätit middag tillsammans en kväll 1982, blev Brennan påkörd av en bil när hon och Goldie Hawn lämnade restaurangen. Hon blev allvarligt skadad och det tog tre år av rehabilitering för att återhämta sig. Dessutom  var hon tvungen att övervinna ett beroende av smärtstillande medel.
Det var under denna tid som hon spelade Mrs. Peacock i filmen Clue - Mordet är fritt (1985). Under 1990-talet medverkade hon i Stella - Ensam mor med Bette Midler, Bogdanovichs Texasville, (uppföljaren till Den sista föreställningen), och Reckless. Hon hade en återkommande roll i sitcomen Blossom som granne. År 2001 gjorde hon ett kort framträdande i skräckfilmen Jeepers Creepers som kvinnan med katter.
År 2002 spelade hon i den svarta komedi-filmen Comic Book Villains, med DJ Qualls. Under senare år gästspelade Brennan i TV och hade återkommande roller som den nyfikna Mrs Bink i Sjunde himlen och den tuffa skådespelarcoachen Zandra i Will & Grace. Under 2003 gav Shawn Levy henne en cameoroll som en barnvakt till Steve Martins och Bonnie Hunts barn i en remake av Fullt hus. Levy inspirerades att ge Brennan rollen efter att ha sett henne i Private Benjamin på TV. Brennans cameo klipptes dock bort från filmens slutversion. År 2004 medverkade hon i The Hollow som "Joan Van Etten".

### Television
Brennan fick en Emmy-nominering för sin gästroll i Taxi-avsnittet "Thy Boss's Wife" (1981). Brennan medverkade också i ett All in the Family-avsnitt, "The Elevator Story" (1972) som Angelique Mcarthy. Brennan gästspelade i två Mord och inga visor-avsnitt, "Old Habits Die Hard" (1987) och "Dear Deadly" (1994), och 1987 syntes hon också i ett Magnum-avsnitt, "The Love That Lies". Brennan blev nominerad till en Emmy 2004 för sin insats som Zandra,i Will & Grace.

### Privatliv
Från 1968 till 1974 var Brennan gift med David John Lampson, med vilken hon hade två söner: före detta basketspelare och skådespelaren Patrick och sångerskan Sam. Brennan var en bröstcanceröverlevande, och utöver bilolyckan 1982, där en rattfyllerist krossade hennes ben och en ögonhåla när hon lämnade en restaurang, föll hon av scenen under produktionen av Annie och bröt ett ben 1989.

### Död
Brennan dog i sitt hem i Burbank, Kalifornien den 28 juli 2013 av urinvägscancer. Hon blev 80 år. Hennes motspelerska i Tjejen som gjorde lumpen Goldie Hawn sade att hon var en "briljant komiker, en kraftfull dramatisk skådespelerska och hade rösten av en ängel." Skådespelaren, manusförfattare och regissören Michael McKean, Brennans motspelare i Clue - Mordet är fritt, sade att Brennan var "en briljant skådespelare, en tuff och ömsint kvinna och en komisk ängel".  Hennes kvarlevande släktingar innefattar hennes söner, Sam och Patrick, två barnbarn och hennes syster, Kathleen Howard.

## Filmografi
| År        | Titel                                 | Roll                   | Notering |
| --------- | ------------------------------------- | ---------------------- | --- |
| 1967      | Divorce American Style                | Eunice Tase            | |
| 1967      | NET Playhouse                         | Okänt                  | Avsnitt: "Infancy and Childhood" |
| 1968      | Rowan & Martin's Laugh-In             | Uppträdare             | 12 avsnitt |
| 1970      | Spöket och Mrs. Muir                  | Paula Tardy            | Avsnitt: "Ladies' Man" |
| 1970      | The Most Deadly Game                  | Alice                  | Avsnitt: "Photo Finish" |
| 1971      | Den sista föreställningen             | Genevieve              | Nominerad—BAFTA Award för bästa kvinnliga biroll |
| 1972      | All in the Family                     | Angelique McCarthy     | Avsnitt: "The Elevator Story" |
| 1972      | McMillan & Wife                       | Dora                   | Avsnitt: "Night of the Wizard" |
| 1973      | Jigsaw                                | Okänt                  | Avsnitt: "In Case of an Emergency, Notify Clint Eastwood" |
| 1973      | Fågelskrämman                         | Darlene                | |
| 1973      | The Blue Knight                       | Glenda                 | TV-film |
| 1973      | Blåsningen                            | Billie                 | |
| 1974      | Nourish the Beast                     | Baba Goya              | TV-film |
| 1974      | Daisy Miller                          | Mrs. Walker            | |
| 1975      | Insight                               | Carol Harris           | Avsnitt: "The Prodigal Father" |
| 1975      | Leve kärleken!                        | Elizabeth              | |
| 1975      | Barnaby Jones                         | Anita Willson          | Avsnitt: "Blood Relations" |
| 1975      | Kojak                                 | Julie Loring           | Avsnitt: "A House of Prayer, a Den of Thieves" |
| 1975      | Till vilket pris som helst            | Paula Hollinger        | |
| 1976      | Släpp deckarna loss, det är mord      | Tess Skeffington       | |
| 1977      | The Death of Richie                   | Carol Werner           | TV-film |
| 1977      | The Great Smokey Roadblock            | Penelope Pearson       | |
| 1978      | FM - din station                      | Mutha                  | |
| 1978      | Snacka om deckare, alltså!            | Betty DeBoop           | |
| 1979      | 13 Queens Boulevard                   | Felicia Winters        | 9 avsnitt |
| 1979      | When She Was Bad                      | Mary Jensen            | TV-film |
| 1979      | My Old Man                            | Marie                  | TV-film |
| 1979–1980 | A New Kind of Family                  | Kit Flanagan           | 11 avsnitt |
| 1980      | Tjejen som gjorde lumpen              | Kapten Doreen Lewis    | Nominerad—Oscar för bästa kvinnliga biroll |
| 1981      | When the Circus Came to Town          | Jessy                  | TV-film |
| 1981      | Taxi                                  | Mrs. McKenzie          | Avsnitt: "Thy Boss's Wife" Nominerad—Primetime Emmy Award för bästa gästskådespelare - Komedi |
| 1981–1983 | Private Benjamin                      | Kapten Doreen Lewis    | 37 avsnitt Golden Globe Award för bästa kvinnliga huvudroll i en TV-serie – Musikal eller komedi Primetime Emmy Award för bästa kvinnliga biroll - Komedi Nominerad—Golden Globe Award för bästa kvinnliga huvudroll i en TV-serie – Musikal eller komedi Nominerad—Primetime Emmy Award för bästa kvinnliga biroll - Komedi (1982-1983) |
| 1982      | American Playhouse                    | Millworker             | Avsnitt: "Working" |
| 1982      | Pandemonium                           | Candys mor             | |
| 1983      | The Funny Farm                        | Gail Corbin            | |
| 1984      | Kärlek ombord                         | Helen Foster           | 2 avsnitt |
| 1984–1985 | Off the Rack                          | Kate Hollaran          | 7 avsnitt |
| 1985      | Clue - Mordet är fritt                | Mrs. Peacock           | |
| 1986      | Babes in Toyland                      | Ms. Piper/Änka Hubbard | |
| 1987      | Magnum                                | Brenda Babcock         | Avsnitt: "The Love That Lies" |
| 1987      | Mord och inga visor                   | Mariam Simpson         | Avsnitt: "Old Habits Die Hard" |
| 1988      | Pippi Långstrump – starkast i världen | Miss Bannister         | Nominerad—Razzie Award för sämsta kvinnliga biroll |
| 1988      | Sticky Fingers                        | Stella                 | |
| 1988      | Rented Lips                           | Hotellreceptionist     | |
| 1988      | CBS Summer Playhouse                  | Sioban Owens           | Avsnitt: "Off Duty" |
| 1988–1989 | Newhart                               | Corinne Denby          | 2 avsnitt Nominerad—Primetime Emmy Award för bästa gästskådespelare - Komedi |
| 1990      | Stella - Ensam mor                    | Mrs. Wilkerson         | |
| 1990      | The Ray Bradbury Theater              | Mrs. Annabelle Shrike  | Avsnitt: "Touched with Fire" |
| 1990      | Texasville                            | Genevieve Morgan       | |
| 1990      | Laddat möte                           | Judy                   | |
| 1991      | Blossom                               | Agnes                  | 3 avsnitt |
| 1991      | Livet runt trettio                    | Margaret Weston        | Avsnitt: "Sifting the Ashes" Nominerad—Primetime Emmy Award för bästa gästskådespelare - Drama |
| 1992      | Tummen mitt i handen                  | Wanda                  | Avsnitt: "Heavy Meddle" |
| 1993      | Tribeca                               | Claudia                | Avsnitt: "Stepping Back" |
| 1993      | Jack's Place                          | Dina                   | Avsnitt: "The Hands of Time" |
| 1993      | Bonkers                               | Lilith DuPrave         | 4 avsnitt |
| 1993      | Röster från andra sidan graven        | Ruth Sanderson         | Avsnitt: "Til Death Do We Part" |
| 1993      | All-New Dennis the Menace             | Röst                   | 13 avsnitt |
| 1994      | Mord och inga visor                   | Loretta Lee            | Avsnitt: "Dear Deadly" |
| 1995      | Walker, Texas Ranger                  | Joelle                 | Avsnitt: "Mean Streets" |
| 1995      | Thunder Alley                         | Irma                   | Avsnitt: "Are We There Yet?" |
| 1995      | Reckless                              | Syster Margaret        | |
| 1996      | Cityakuten                            | Betty                  | 2 avsnitt |
| 1996–2006 | Sjunde himlen                         | Gladys Bink            | 9 avsnitt |
| 1997      | Veronica's Closet                     | Grammy Anderson        | Avsnitt: "Veronica's First Thanksgiving" |
| 1998      | Nash Bridges                          | Loretta Bettina        | Avsnitt: "Downtime" |
| 1998      | Galen i dig                           | Inspektör #10          | Avsnitt: "Cheating on Sheila" |
| 1998      | Pants on Fire                         | Mor                    | |
| 1999      | Touched by an Angel                   | Dolores                | Avsnitt: "The Last Day of the Rest of Your Life" |
| 2000      | The Fearing Mind                      | Irenes mor             | Avsnitt: "Gentleman Caller" |
| 2001      | Jeepers Creepers                      | Kvinna med katter      | |
| 2001–2006 | Will & Grace                          | Zandra                 | 6 avsnitt Nominerad—Primetime Emmy Award för bästa gästskådespelare - Komedi |
| 2002      | Comic Book Villains                   | Miss Cresswell         | |
| 2003      | Lizzie McGuire                        | Marge                  | Avsnitt: "My Fair Larry" |
| 2003      | Strong Medicine                       | Evelyn Knightly        | Avsnitt: "Coming Clean" |
| 2003      | Fullt hus                             | Mrs. Drucker           | Okrediterad (scen bortklippt) |
| 2005      | Miss Secret Agent 2                   | Carol Fields           | |
| 2009      | The Kings of Appletown                | Coachs blinda mor      | |

## Teater
| År   | Roll         | Produktion                                     | Regi           | Teater                           |
| ---- | ------------ | ---------------------------------------------- | -------------- | -------------------------------- |
| 1964 | Irene Molloy | Hello, Dolly! Michael Stewart och Jerry Herman | Gower Champion | St. James Theatre, New York, USA |